# Schloss Archshofen

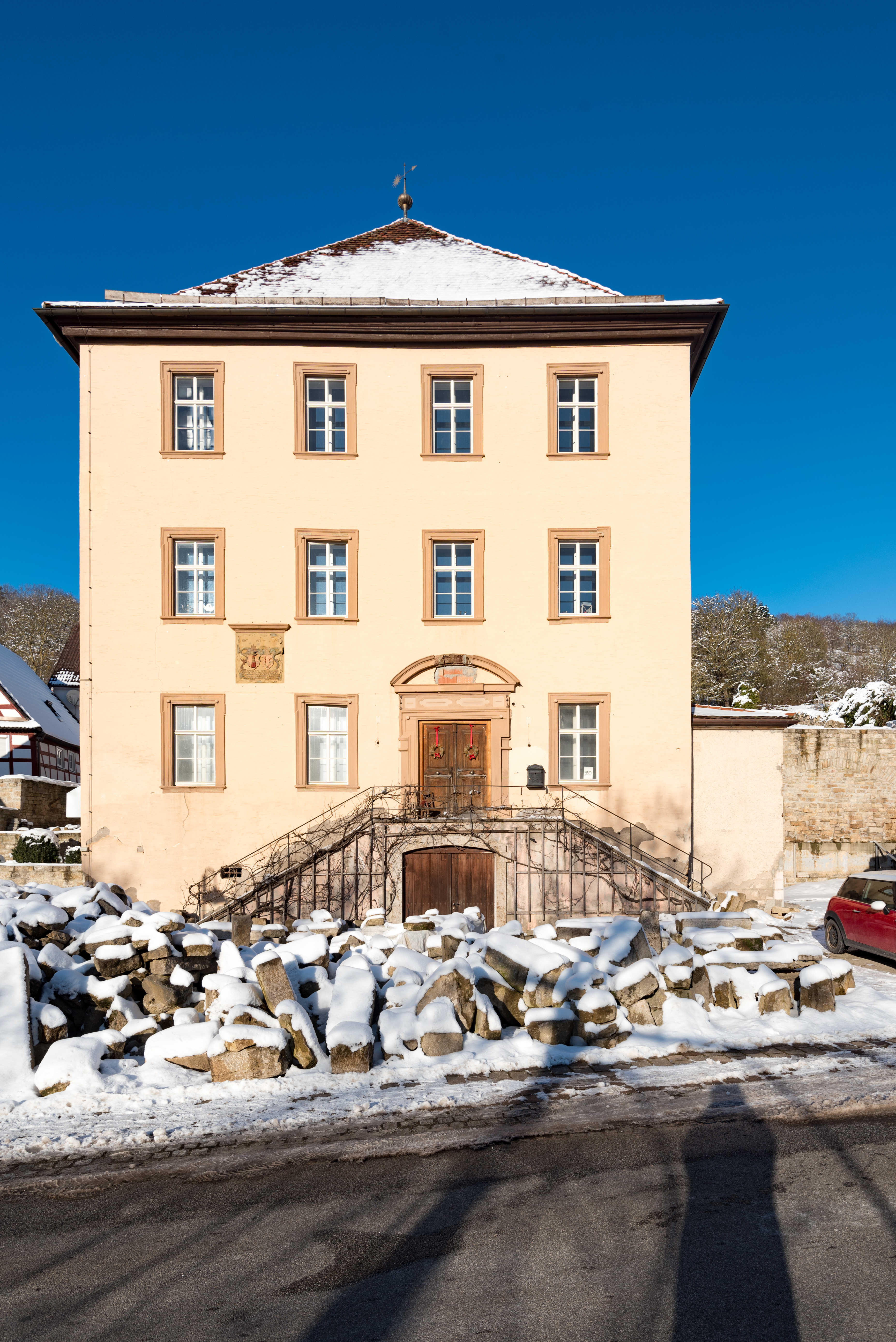
Schloss Archshofen

Schloss Archshofen ist ein Schloss an der Stelle einer abgegangenen Wasserburg in Archshofen, einem Stadtteil von Creglingen im Main-Tauber-Kreis in Baden-Württemberg.

## Geschichte
Eine ehemalige Wasserburg als Vorgängerbau wurde von den Herren von Archshofen erbaut. Das Gebäude wurde im Jahre 1267 erstmals erwähnt, als es in den Besitz des Deutschen Ordens überging. Ein angeblich noch älteres Schloss auf dem Kellerberg in Archshofen ist abgegangen.
Im Jahre 1391 wurde die ehemalige Wasserburg durch die Herren von Rothenburg zerstört. Im Jahre 1460 verkaufte der Deutsche Orden die Burg wieder. In der Folge wurden die Burggrafen von Nürnberg als Besitzer genannt. 1462 wurde die Burg erneut zerstört.
Das ehemalige Schloss wurde um das Jahr 1570 errichtet. Im Dreißigjährigen Krieg wurde das Schloss im Jahre 1638 durch einen Brand zerstört und anschließend von 1690 bis 1704 wieder aufgebaut. Im 18. Jahrhundert erfolgte ein Umbau.
Im Jahre 1949 wurde der Ostflügel des Schlosses wegen Baufälligkeit abgetragen.

## Anlage
Beim Schloss handelt es sich um einen dreigeschossigen quadratischen Steinbau mit Walmdach. Das Schloss besaß einen Flügel zur Kirche der abgebrochen wurde.
Gegenüber dem Schloss befindet sich der ehemalige Schlossgarten mit Zugangsbrücke, der heute durch eine Straße vom Schloss getrennt ist. Als Schloss und Schlossgarten noch zusammen lagen verlief verlief die Straße einst hinter dem Schloss und oberhalb der Kirche vorbei. Das Schloss war eigentlich eine ehemalige Wasserburg, die damals mitten im Schlossgarten stand und nach ihrer Zerstörung am heutigen Standort als Schloss wieder aufgebaut wurde. Eine ehemalige Mühle am Ende des Schlossgartens wurde als Walkmühle genutzt. Neben dem Schloss befindet sich die evangelische Kirche.

## Heutige Nutzung
Heute ist das ehemalige Schloss in Privatbesitz und wird als Wohnhaus genutzt.